# Whitney Webb
Whitney Webb, född 1989 i Sarasota, Florida, och numera boende i Chile, är en undersökande journalist och författare. Hon är bland annat är känd för One Nation under Blackmail, med undertiteln "The Sordid Union Between Intelligence and Crime that Gave Rise to Jeffrey Epstein", volym 1 och 2. Hon har också engagerat sig i debatten kring 11 september-attackerna, Peter Thiel och dennes stöd till Donald Trump och J.D. Vance, AI och AI-krigföring, de så kallade CTIL-filerna ("Cyber Threat Intelligence League"-filerna) samt Bitcoin. Whitney Webb skriver för flera tidningar och webbsidor. Däribland för MintPress och MintPress News, Unlimited Hangout och The Last American Vagabond. Hon har också medverkat i ett flertal poddar och andra intervjusammanhang, däribland på Glenn Beck Program (2022). 2019 mottog hon Shim Award for Uncompromised Integrity in Journalism, dvs ett pris för sin journalistiska verksamhet.

## One Nation under Blackmail
I One Nation under Blackmail, volym 1 och 2, beskriver hon ett samarbete mellan amerikanska och israeliska underrättelsetjänster å ena sidan och det organiserade kriminella nätverk som är känt som National Crime Syndicate (NCS). Hon argumenterar för att underrättelsetjänsterna och NCS utvecklade ett system eller en taktik med sexuell utpressning. Ett system eller taktik som hon i sin tur menar ger en bakgrund och kontext till sexskandalerna kring Jeffrey Epstein. Förutom Jeffrey Epstein kommer hon bland annat också in på Bill Clinton, Donald Trump, Prins Andrew, Les Wexner, Robert Maxwell och Alan Dershowitz. Hon beskriver hur dessa och andra personer hänger ihop med Epstein, CIA och Mossad.

## Utmärkelser
- Serena Shim Award, en utmärkelse för journalister som inte tillhör mainstream och som förutom Whitney Webb bland annat gått till Eva Bartlett, John Pilger och Max Blumenthal.[5]